# استپان جرباشیان
استپان خاچاطوری جرباشیان (ارمنی: Ստեփան Խաչատուրի Ջրբաշյան؛ زاده ۱۰ مارس ۱۹۱۷ - درگذشته ۱۰ اکتبر ۱۹۷۳) آهنگساز و رهبر ارکستر اهل ارمنستان بود.

## زندگی‌نامه
وی در ۱۰ مارس ۱۹۱۷ در باکو در به دنیا آمد و از کنسرواتوار دولتی وانو ساراجیشویلی تفلیس (۱۹۴۳) و کنسرواتوار دولتی کومیتاس ایروان (۱۹۵۲) فارغ‌التحصیل گشت. وی همچنین برنده جوایزی همچون مدال کارگر ممتاز و چهره هنری شایسته ارمنستان شوروی شد. وی در ۱۰ اکتبر ۱۹۷۳ در سن ۵۶ سالگی در ایروان درگذشت.

## نگارخانه

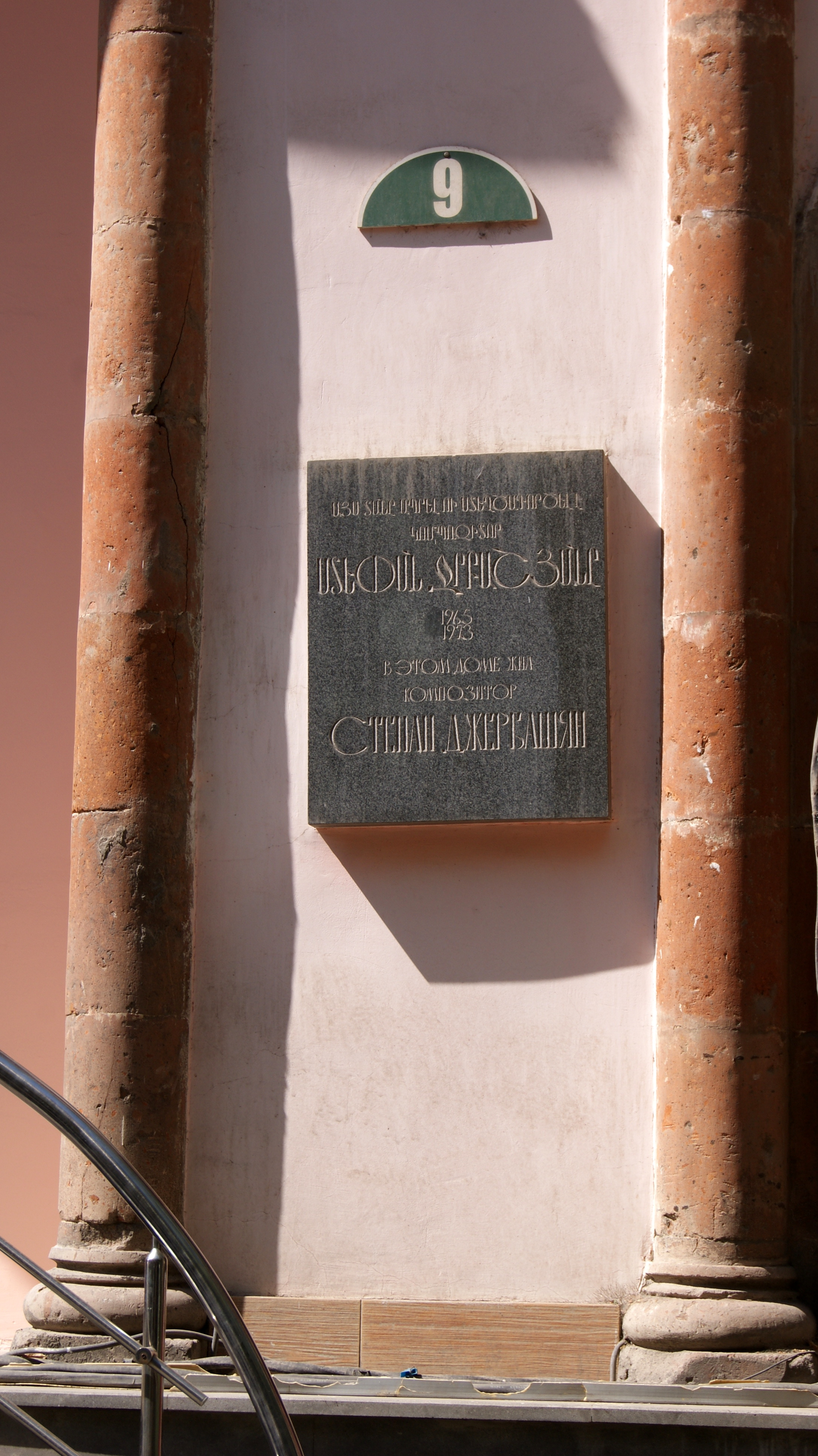